# Alexander Mitrofanowitsch Lewin

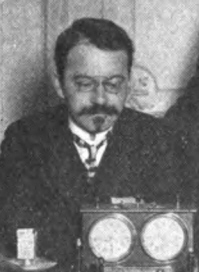
Alexander Lewin (1909)

Alexander Mitrofanowitsch Lewin (russisch Александр Митрофанович Левин; * 15. Mai 1871; † Mai 1929 in Zemun) war ein russischer Schachmeister.

## Leben
Lewin nahm schon während seiner Studienzeit Anfang der 1890er Jahre an Wettbewerben in Kiew teil.  Einen aufsehenerregenden Erfolg hatte er mit dem geteilten ersten Platz bei einem Sankt Petersburger Turnier 1900. Zwar konnte er seine alleinige Tabellenführung gegen Michail Tschigorin nicht verteidigen, zeigte sich dennoch als ein durchaus ernstzunehmender Gegner. „In ihm ist die Tarrasch`sche Ader sichtbar. Er spielt mit grösster Accuratesse, hat einen sehr guten Positionsblick, und ist energisch im Ausbeuten der geringsten Vortheile“, berichtete Rafail Falk in der Moskauer Deutschen Zeitung. 1902 teilte sich Lewin erneut den ersten Platz mit Tschigorin bei einem Turnier in Sankt Petersburg.
Außerdem nahm er an einigen kleineren Turnieren in Sankt Petersburg teil. 1902 gewann er ein Vorgabeturnier im Ärzteverein mit 10 Punkten aus 12 Partien. Ein Jahr zuvor verlor er eine Einzelpartie gegen Dawid Janowski, eine weitere Partie gegen Theodor von Scheve endete mit Lewins Sieg. Er hat neben dem Schachspielen an der Zeitschrift Schachmatny Journal mitgewirkt, die von Alexander Makarow herausgegeben wurde.
Im Meisterturnier des XIII. Kongresses des Deutschen Schachbundes, der im Sommer 1902 in Hannover durchgeführt wurde, erreichte Lewin 7,5 Punkte aus 17 Partien. In seinem Bericht lobte er die hervorragende Turnierorganisation, besonders die Verdienste von Professor Gebhardt, den er als „Ideal eines Schachfreundes“ hervorhob. In den folgenden Jahren trat Lewin nur selten in Erscheinung. Ein im Jahr 1904 geplantes Meisterturnier des Sankt Petersburger Schachvereins mit Beteiligung von Tschigorin, Lewin, Jewgeni Snosko-Borowski und Emanuel Schiffers kam nicht, wie erwartet, zustande. Tschigorin sagte seine Teilnahme ab und Lewin zog sich vom Turnier nach einer Partie gegen Schiffers aus gesundheitlichen Gründen zurück. Er war beim Internationalen Schachkongress 1909 in Sankt Petersburg vor Ort, jedoch nur als Mitglied des Turnierkomitees. Beim Match Sankt Petersburg gegen Moskau 1911 sollte Lewin gegen Ossip Bernstein antreten, doch Bernstein konnte nicht rechtzeitig erscheinen.
Mitte der 1910er Jahre war Lewin im Ministerium für Handel und Industrie tätig und wurde in den Rang eines Staatsrates erhoben. Nach der Oktoberrevolution verließ er Russland und verbrachte seine letzten Lebensjahre in Jugoslawien. Nach seinem Tod fanden in Zemun die ihm gewidmeten Lewin-Gedächtnisturniere statt.
Mit seiner historischen Elo-Zahl von 2560 lag er 1904 auf Platz 19 der Weltrangliste.